# Ötéves terv (Szovjetunió)
A Szovjetunió nemzetgazdaságát fejlesztő ötéves tervek (oroszul: пятилетка, Pjatyiletka, angolban használt rövidítés: USSR) egész országra kiterjedő gazdasági tervek voltak a Szovjetunióban. A produktív erők elméletén alapuló terveket az Állami Tervbizottság (Goszplan) fejlesztette ki, a Szovjetunió Kommunista Pártjának egyik általános irányelve volt a gazdasági fejlesztésekhez. A terv végrehajtása a szovjet bürokrácia jelmondatává vált. Ugyanezen terveket a legtöbb kommunista állam szintén elfogadta, beleértve a Kínai Népköztársaságot. Ezenkívül számos kapitalista állam követte a központi tervezés szokványát. A náci Németország is alkalmazta ezt a módszert négyéves tervként, bár ezzel Németországot akarták felkészíteni a háborúra.
Nem mindegyik ötéves terv igazodott a kijelölt időhöz, néhány már a vártnál hamarabb sikeresen befejeződött, míg más tervek elbuktak és fel kellett hogy adják azokat. Teljes egészében tizenhárom ötéves terv volt a Szovjetunió felbomlásáig. A kezdeti ötéves tervek a Szovjetunió gyors iparosodására szolgáltak, a nehéziparra helyezték a fő hangsúlyt. Az elsőt 1928-ban fogadták el, és bár az 1929-1933-as időszakra tervezték, egy évvel korábban befejeződött. Az utolsó tervet az 1991-1995-ös időszakra tervezték el, viszont a Szovjetunió 1991-es felbomlását követően nem fejezték be.

## Háttere
Sztálin örökölte Lenin Új Gazdaságpolitikáját (NEP). Lenint 1921-ben, a 10. Orosz Kommunista-Párti Kongresszuson rábeszélték arra, hogy jóváhagyja a NEP az orosz polgárháború alatt felszerelkezett Hadikommunizmussal való felcserélését. A Hadikommunizmusban az államnak mindenre ál-irányítása van, beleértve a termelést, az árucserét és a kommunikációt. Az egész földet államosítottnak jelentette ki a Földi Határozat, véglegesítve az 1922-es Földkódex által lett, ami szintén a kollektivizálódást határozta meg, mint hosszútávú célt. Bár a parasztok megművelhették a földet, az általuk eltartott terület többletét –amit már nem használtak– az állam vette meg tőlük. Csökkent a termelés, aminek következtében az élelmiszereket lefoglalta az állam. A pénzt eztán fokozatosan felváltották a cserekereskedelmek és a kuponrendszerek.
A NEP átvállalta a Hadikommunizmus kudarcba fulladt kísérletét. Ez idő alatt az állam irányította a nagyobb vállalatokat (azaz gyárakat, bányákat, vasutakat), csakúgy mint a közepes méretűeket, de a kis magánvállalatokkal kevesebb, mint 20 ember foglalkozhatott. A farmok termelését is igénybe vették, ezeket felváltotta az adórendszer (a termés egy állandó hányada), a parasztok pedig eladhatták a földtöbbletüket (az állam által megszabott áron) – habár buzdították őket, hogy csatlakozzanak az állami farmokhoz ("szovkhozokhoz", a nemesek által lefoglalt területeken az 1917-es forradalom után felépített farmokhoz), amelyekben egy megadott munkabérért cserébe dolgoznak, akárcsak a gyári munkások. A pénz ismét használatba került, új, aranybevonatú bankjegyeket adtak ki.
A NEP volt Lenin válasza a válságra. 1920-ban a gyári termelés 13%-kal, a mezőgazdasági termelés 20%-kal nőtt az 1913-as adatokhoz képest. 1921. február 21-e és március 17-e között a Kronstadt tengerészei fellázadtak. Ezenkívül az orosz polgárháború, ami a fő ok volt a Hadikommunizmus bevezetésére, gyakorlatilag meg lett nyerve; ezért az ellenőrzéseket szüneteltethették.
Az 1920-as években nagy vita volt egyfelől Buharin, Tomszkij és Rikov között, másfelől Trockij, Zinovjev és Kamenyev között. Az előbbi csoport szerint a NEP jelentős állami ellenőrzést adott a gazdaságnak és meglehetősen gyors fejlesztéseket vitt véghez, míg a másik csoport a még gyorsabb fejlődést és a nagyobb állami ellenőrzést pártolta, többek között úgy vélte, hogy a profitot kioszthatnák a többi embernek, nem pedig néhány kiváltságos között. 1925-ben, a 14. Pártkongresszuson Sztálin, ahogy a korábbi napokban is, a háttérben maradt Buharin csoportja mellett. Habár később, 1927-ben oldalt váltott, egy új irányt támogat az erősebb államszabályzás érdekében.

## Tervek
A terv törvény,
a teljesítés kötelesség,
a túlteljesítés erény!
Minden egyes ötéves terv foglalkozott a fejlődés összes szempontjával: Tőkejavakkal (amelyeket a többi áru gyártásakor alkalmaztak, mint a gyárak és a gépezetek), fogyasztási cikkek (például székek, szőnyegek, vasalók, stb.), mezőgazdaság, szállítástechnika, kommunikáció, egészségügy, oktatás és jólét. Viszont a fő cél tervről tervre változik, bár a hangsúlyt általánosan az áramra (elektromosságra), tőkejavakra és fogyasztási cikkekre fordítják. Voltak alapvető és optimális célok. Különösen nagy erőfeszítést fektettek a harmadik tervbe, az ipart -a II. Világháború támadásaitól való megóvás érdekében- keletre költöztették. Mivel a kitűzött cél elérése magas prioritású volt a kommunista utópia érdekében végzett intézkedések miatt, a termelékenységről való hivatalos hazugság a gazdasági rendszer részévé vált. A kísérlet, hogy az írástudatlan parasztok társadalmából egyetlen évtized alatt fejlett ipari gazdaságot hozhassanak létre erős szenvedéssel járt, de a nehézségeket elviselve

### Első terv, 1928-1933
Ez idő alatt Sztálin a mezőgazdaság kollektivizációján törekedett, hogy ezzel a gyors iparosodás folyamatát elősegítse; ez magával vonta a kollektív farmok létrejöttét, vagyis hogy ugyanazt a földet több paraszt együttesen művelje azonos felszerelésekkel. Ezzel szándékozták növelni a mezőgazdaság hatékonyságát, és csökkenteni a szovjet rezsim ellenségeinek tartott "kulák" földbirtokosok számát, ezzel előnyös pozícióba juttatva a szegényebb parasztokat. Az elnyomás és a kollektivizáció összekapcsolása volt az 1932-es éhezés fő okozója, amely emberek millióinak halálához vezetett.
1928 és 1940 között az iparban, az építkezéseken és szállításban résztvevő szovjet munkások száma 4,6 millióról 12,6 millióra nőtt, a gyárak termelése megugrott. Sztálin első ötéves terve tette a Szovjetuniót ipari nagyhatalommá.
Ez idő alatt indították el az első megtisztításokat, amellyel az Állami Tervbizottságnak dolgozó munkások számát akarták növelni.

### Második terv, 1933-1937
Az első ötéves terv sikereit látva Sztálin nem tétovázott a második terv 1932-es elindításával, bár a hivatalos kezdés 1933-ban volt. A második terv a nehézipart kiemelt fontosságúvá tette, így a Szovjetunió már csak kicsivel volt lemaradva Németországtól az acélgyártás terén. A további javulások a kommunikációban történtek, kifejezetten a vasútnál, amely ezzel gyorsabb és megbízhatóbb lett. A többi tervhez képest a második ötéves terv nem volt olyan sikeres, mert a szén- és az olajipar területén nem sikerült elérni az eltervezett szintet. A második terv az ösztönzést és a büntetést alkalmazta, a célokon pedig -jutalomként, amiért az első terv beütemezett idő előtt, négy év alatt befejeződött- könnyítettek. A gyermekgondozás bevezetésével az anyákat is munkára buzdították a terv sikerének érdekében.

### Tizenharmadik terv, 1991
Ez a terv, mely 1995-ig ment volna, a Szovjetunió 1991-es felbomlása végett nem fejeződhetett be.

## Fordítás
Ez a szócikk részben vagy egészben  a   Five-Year Plans for the National Economy of the Soviet Union című angol Wikipédia-szócikk fordításán alapul.  Az eredeti cikk szerkesztőit annak laptörténete sorolja fel. Ez a jelzés csupán a megfogalmazás eredetét és a szerzői jogokat jelzi, nem szolgál a cikkben szereplő információk forrásmegjelöléseként.